# Peter Kokotowitsch
Peter Milan Kokotowitsch-Kovick (Petar Kokotović) (ur. 8 października 1890 w Plaškach, zm. 12 lipca 1968 w Chicago) – austriacki zapaśnik walczący w stylu klasycznym. Olimpijczyk z Sztokholmu 1912, gdzie zajął jedenaste miejsce w wadze średniej.
Złoty medalista mistrzostw świata w 1911 i brązowy w 1910 roku.

## Letnie Igrzyska Olimpijskie 1912
| Konkurencja          | Rundy eliminacyjne     | Rundy eliminacyjne      | Rundy eliminacyjne  | Rundy eliminacyjne     | Klas. końcowa |
| Konkurencja          | Przeciwnik I           | Przeciwnik II           | Przeciwnik III      | Przeciwnik IV          | Miejsce       |
| -------------------- | ---------------------- | ----------------------- | ------------------- | ---------------------- | ------------- |
| 75 kg styl klasyczny | Andrea Gargano (ITA) Z | Edvin Fältström (SWE) P | Jānis Polis (FIN) Z | August Jokinen (FIN) P | 11.           |